# Горецкий, Фаддей Антонович
Фадде́й (Таде́уш) Анто́нович Горе́цкий (пол. Tadeusz Górecki; 5 мая 1825, Досентай близ Вильно, Виленская губерния, Российская империя — 31 января 1868, Виши, Франция) — польский и русский живописец, представитель романтического академизма, жанрист и портретист, педагог; сын поэта Антония Горецкого, ученик Карла Брюллова. Академик Императорской Академии художеств (с 1854).

## Биография
Родился недалеко от Вильно в семье польского поэта Антония Горецкого (1787—1861), участника польского восстания 1830 года, бежавшего после поражения за рубеж и жившего в эмиграции. Старший брат Людвик служил офицером в русской армии, спустя несколько лет участвовал в чине капитана в Крымской войне и был убит.
Первые уроки изобразительного искусства Ф. Горецкий получил в классе К. Русецкого.
В 1841 году поступил вольнослушателем в Императорскую Академию художеств в Санкт-Петербурге; в апреле 1842 года был переведён в класс исторической живописи под руководством Карла Брюллова. Один из лучших учеников Брюллова, Горецкий помогал наставнику в создании фресок для Исаакиевского собора в Петербурге (1843—1847), а также в работе над портретом баснописца Ивана Крылова.
Награждён малой серебряной медалью в 1843 году за картину «Слепой нищий с мальчиком» (в Вильнюсской картинной галерее). В 1845 году получил золотую медаль за экспрессию в картине «Исповедь девушки у католического священника».
В 1849 году награждён Большой золотой медалью за написанную для конкурса картину «Христос благословляет детей».
Будучи одним из лучших выпускников из числа окончивших курс Академии с Большой золотой медалью, отправился за границу в качестве пенсионера академии.
В 1854 году вернулся в Санкт-Петербург и получил звание академика за картину «Пилигримы» и «Перспективный вид Альгамбры».
Член Императорской Академии художеств, а также академий Италии, Испании и Голландии (1850—1854), где копировал произведения западноевропейских мастеров.
Среди его учеников в Париже был Витольд Прушковский.
С 1856 жил, в основном, в Париже, где в 1857 против воли своей семьи женился на писательнице Марии Мицкевич (1835—1922), старшей дочери польского поэта Адама Мицкевича.
Из четверых детей, выжил лишь их сын Адам.
Умер в возрасте 42 лет в Виши во Франции. Похоронен рядом с отцом на кладбище Монпарнас в Париже.

## Творчество
Фаддей Горецкий — художник-портретист. Прекрасный копиист, добросовестно воспроизводивший оригиналы знаменитых итальянских и испанских мастеров.
Создал ряд живописных исторических и жанровых полотен. Автор нескольких картин на сакральные темы. Ценными являются его портреты представителей русской интеллигенции, военных, польских церковных сановников, членов семьи и друзей.
Создал серию рисунков-иллюстраций к «Пану Тадеушу» Адама Мицкевича.

## Галерея
- Слепой нищий с мальчиком. 1843
Холст, масло. 115 × 94 см
Литовский художественный музей — Картинная галерея, Вильнюс
- Портрет барона П. К. Клодта. 1850
Холст, масло. 114,8 × 88 см
Третьяковская галерея, Москва[9]
- Христосование. 1850
Холст, масло. 80 × 73 см (овал, вписанный в прямоугольник)
Русский музей, Санкт-Петербург[10]
- Причащение умирающей. 1852
Холст, масло. 165,5 × 194,5 см
Национальный музей, Варшава
- Вид Львиного дворика в Альгамбре. 1853
Холст, масло. 102 × 79,4 см
Павловский музей-заповедник
- Вход в Собор Святого Петра. 1854
Холст, масло. 72,8 × 60 см
Национальный художественный музей Республики Беларусь, Минск[11]
- Голова монаха. 1856
Холст, масло. 65 × 55 см
Национальный музей, Краков